# Лонгинов, Николай Михайлович
Николай Михайлович Лонгинов (1780—1853/1854) — российский государственный деятель: статс-секретарь, сенатор, член Государственного Совета; действительный тайный советник.

## Биография
Родился 15 (26) августа 1780 года в семье сельского священника Харьковской губернии. В 1798 году, по окончании Харьковского коллегиума, был определён на службу к православной церкви посольства в Лондоне, но в скором времени перешёл на гражданскую службу и занимался в канцелярии посольства; кроме того, ему было поручено наблюдение за домом и архивом посольства.
В 1801 году, по представлению посланника графа Воронцова, Лонгинов был пожалован в актуариусы и причислен к посольству в Лондоне; в 1806 году послом в Лондоне графом Строгановым он был послан с поручением в Париж, а затем отправлен в Петербург, где в 1811 году был назначен в ведомство министерства финансов с чином надворного советника.
В 1812 году, по протекции графа Строганова, Лонгинов получил место секретаря при императрице Елизавете Алексеевне, был её помощником во всех её делах и сопутствовал ей в её заграничных поездках в 1813, 1814 и 1815 годах, за что был награждён золотой табакеркой, украшенной бриллиантами. В 1814 году, по Высочайшему указу, он был пожалован в коллежские советники и причислен к Государственной коллегии иностранных дел; в 1817 году пожалован в статские советники, в 1819 году вновь сопровождал императрицу за границу и в 1820 году получил чин действительного статского советника.
В 1826 году, уже в царствование императора Николая I, Лонгинов был назначен статс-секретарём у принятия прошений и членом (затем — председателем) комиссии прошений Комитета призрения заслуженных чиновников. Также ему было поручено заведование всеми благотворительными и учебными заведениями, состоявшими под покровительством императрицы Александры Фёдоровны. Под его наблюдением были построены Патриотический институт, дома трудолюбия, Елизаветинские училища и многое другое. За произведённые им неоднократно ревизии этих учебных и благотворительных заведений в разных губерниях Российской империи он неоднократно удостаивался Высочайшей благодарности.
В 1828 году получил дворянство
В 1835 году выступил как один из учредителей (позже — член Правления) Второго российского страхового от огня общества.
С 1 января 1840 года Н. М. Лонгинов был назначен в Правительствующий сенат, с оставлением в прежних должностях и звании, и в том же году назначен членом Государственного Совета, где в 1843 году стал членом департамента гражданских и духовных дел. В 1845 году пожалован в действительные тайные советники.
За свою долголетнюю и плодотворную службу он неоднократно отмечался наградами: имел ордена Св. Владимира 2-й ст., Св. Анны 1-й ст., Белого орла, Св. Александра Невского с алмазами, знаки отличия за беспорочную 30-летнюю и 40-летнюю службы и несколько иностранных орденов. Также он был награждён орденом Св. Андрея Первозванного — 23 апреля 1851 года.
Умер 21 декабря 1853 (2 января 1854) года. Похоронен в селе Архангельском Тульской губернии.

## Семья
Был женат (с 06.02.1818) на Марии Александровне, урождённой Крюковой (1790—1888), дочери нижегородского губернатора, действительного статского советника А. С. Крюкова. Их дети:
- Александр (1819—1845)
- Дмитрий (1820—1878)
- Михаил (1823—1875)